# SNR 0509-67.5
SNR 0509-67.5 är en supernovarest från en supernova i Stora magellanska molnet som befinner sig på ett avstånd på 160,000 ljusår i stjärnbilden Svärdfisken. Den var sannolikt av typ Ia, såsom indikeras av upptäckten av grundämnena järn och kisel gjord år 2004. 